# Operários
Operários é um quadro pintado em 1933 por Tarsila do Amaral que representa o processo de industrialização do estado de São Paulo e o imenso número e a variedade étnica das pessoas vindas de todas as partes do Brasil para trabalhar nas fábricas, que começavam a surgir no país no início do século XX e tendo seu pico na década de 1930, principalmente nas metrópoles, impulsionando o capitalismo e a imigração.
O quadro se encontra no Palácio Boa Vista e faz parte do acervo do Governo do Estado de São Paulo.